# Медичний журнал АН УРСР
«Медичний журнал АН УРСР» — науковий журнал, який виходив у Києві у 1931-1954 роках. Видавався медичним циклом ВУАН з 1931 року під назвою «Журнал медичного циклу». З 4-го тому мав назву «Медичний журнал Української академії наук». Пізніше мав назву «Медичний журнал АН УРСР» та видавався Інститутом клінічної фізіології. Від початку й переважну частину історії редактором журналу був академік АН УРСР Олександр Богомолець.
У журналі публікувалися статті з патофізіології та експериментальної медицини.
Журнал видавався українською мовою з резюме французькою та російською мовами.
Після Другої світової війни до складу редколегії «Медичного журналу» в 1948—1949 році входили — член-кореспондент АН УРСР Ростислав Кавецький (відповідальний редактор), академіки — Микола Стражеско, Володимир Філатов, Віктор Протопопов, Макс Губергріц, члени-кореспонденти — Василь Комісаренко, Георгій Фольборт, професор Микола Горєв, доктор медичних наук Петро Марчук (секретар), доктор медичних наук Олег Богомолець, представник Міністерства охорони здоров'я.
З 1955 року виходить «Фізіологічний журнал», який створений шляхом злиття «Медичного журналу» та журналу «Вопросы физиологии».